# Parole Girl
Pour plus de détails, voir Fiche technique et Distribution.
Parole Girl est un film américain réalisé par Edward F. Cline, sorti en 1933.

## Fiche technique
- Titre : Parole Girl
- Réalisation : Edward F. Cline
- Scénario : Norman Krasna
- Photographie : Joseph H. August
- Montage : Richard Cahoon
- Société de production : Columbia Pictures
- Pays d'origine : États-Unis
- Format : Noir et blanc - 1,37:1
- Genre : drame
- Date de sortie : 1933

## Distribution
- Mae Clarke : Sylvia Day
- Ralph Bellamy : Joseph B. « Joe » Smith
- Marie Prevost : Jeanie Vance
- Hale Hamilton : Anthony « Tony » Grattan
- Ferdinand Gottschalk : Mr Taylor
- Lucile Browne : Miss Manning (non créditée)
- Stuart Holmes : un patron de la boîte de nuit (non crédité)
- Carl M. Leviness : un patron de la boîte de nuit (non crédité)
- Edmund Mortimer : un patron de la boîte de nuit (non crédité)
- Spec O'Donnell : le vendeur d'abonnements à des magazines (non crédité)
- Lee Phelps : Burns (non crédité)